# Siboniso Gaxa
Siboniso Gaxa (Port Elizabeth, 6 de abril de 1984) é um ex-futebolista profissional sul-africano que atuava como zagueiro.

## Carreira
Fez parte da Seleção Sul-Africana de Futebol que disputou a Copa do Mundo FIFA 2010. representou o elenco da Seleção Sul-Africana de Futebol no Campeonato Africano das Nações de 2013.